# Chiesa di Sant'Antonio Abate (Grone)
La chiesa di Sant'Antonio abate è il principale luogo di culto cattolico di Monte di Grone frazione di Grone, in provincia e diocesi di Bergamo; fa parte del vicariato di Borgo di Terzo-Casazza.

## Storia
Che sul territorio della località Monte di Grone vi fosse un antico luogo di culto è documentato dagli atti della visita pastorale del 1575 di san Carlo Borromeo arcivescovo di Milano, gli atti citano "supra montem Gronum" un oratorio dedicato a sant'Antonio abate sussidiario della chiesa parrocchiale di Santa Maria Vergine di Grone.
La nuova chiesa fu edificata nel 1921 e smembrata con decreto dal vescovo Luigi Maria Marelli del 12 maggio 1921 dalla parrocchiale di Grone. Il vescovo di Bergamo Adriano Bernareggi il 28 agosto 1937 consacrò la chiesa mantenendone l'intitolazione a sant'Antonio abate.
La chiesa fu oggetto di restauro nel 1975 con l'adeguamento liturgico e la costruzione dell'altare comunitario volto verso l'aula, come da ordinamento del Concilio vaticano II e la formazione di un nuovo vano interno alla navata.
Il 27 maggio 1979 la chiesa fu inserita nel vicariato locale di Borgo di Terzo-Casazza e il 14 settembre 1984 il vescovo Giulio Oggioni divenne sussidiaria della parrocchiale la zona dei Colli di San Fermo consituendo il parroco in qualità di delegato vescovile "ad universa negotia gerenda".

## Descrizione
La chiesa è preceduta da una gradinata che la collega al sagrato delimitato da un muretto. La facciata è tripartita da quattro lesene complete di basamento e capitello in muratura e che reggono il grande timpano triangolare. La sezione centrale di misura maggiore ospita l'ingresso principale con portale in pietra. La parte superiore conserva l'affresco raffigurante Gesù crocifisso. 
Internamente la chiesa è a pianta a croce latina che si presenta non nella forma irregolare conseguente le modifiche che si sono susseguite negli anni. L'interno conserva affreschi sia sulla controfacciata che sul coro e due cappelle laterali.